# Максим Български
Максим I е висш български православен духовник, глава на Българската православна църква с титлата Патриарх Български и митрополит Софийски от 4 юли 1971 година до смъртта си на 6 ноември 2012 година.

## Биография

### Ранни години
Роден е като Марин Найденов Минков на 29 октомври 1914 г. в село Орешак. Основно и прогимназиално образование получава в родното си село. През 1926 година постъпва като послушвник в Троянският манастир. От 1929 година учи в Софийската духовна семинария, която завършва в 1935 година. На следната година става певец и деловодител на църквата „Успение Богородично“ в Русе, като остава на поста до 30 април 1938 година. През септември същата година започва да учи в Богословския факултет на Софийския университет. По време на ваканциите си е певец, библиотекар и проповедник в Троянския манастир.

### Монашеско пострижение и свещенически сан
На 13 декември 1941 година е замонашен в параклиса на Богословския факултет „Свети Климент Охридски“ с името Максим от митрополит Филарет Ловчански под духовното старчество на игумена на Рилския манастир архимандрит Натанаил. На 19 декември 1941 година в храма на Софийската духовна семинария „Свети Йоан Рилски“ е ръкоположен в йеродяконски чин от митрополит Паисий Врачански и Максим е назначен за дякон и проповедник в Ловчанската митрополия.
След като завършва Богословския факултет, от 25 декември 1942 година до 30 август 1947 година е учител-възпитател в Софийската духовна семинария. На 14 май 1944 година в Черепишкия манастир „Успение Богородично“ митрополит Паисий Врачански го ръкополага за йеромонах. На 12 юли 1947 г. е възведен в архимандритско достойнство от митрополит Михаил Доростолски и Червенски.
От 1 август 1947 година архимандрит Максим е протосингел на Доростоло-Червенската митрополия, а от 1 май 1950 до 1955 г. е предстоятел на Българското църковно подворие при Московската патриаршия.
На 15 юли 1955 година е назначен за главен секретар на Светия синод и е председател на редакционната колегия на периодичните издания на Синода.
На 30 декември 1956 година в катедралата „Свети Александър Невски“ в София е ръкоположен в епископски сан с титлата браницки.
Участва в изборите за ловчански митрополит и на 10 октомври 1960 година епархийските избиратели го избират за владика. На 20 ноември 1960 година е канонически утвърден за ловчански митрополит. В 1965 година е избран за член на намаления състав на Светия синод.

### Утвърден за български патриарх
След смъртта на патриарх Кирил Български на 7 март 1971 година Максим Ловчански става наместник-председател на Светия синод, а на следващия ден Политбюрото на ЦК на БКП взема решение той да бъде предложен за глава на Българската православна църква. Светият синод, по предложение на Максим, взима противоречащо на Устава на БПЦ решение да не се провежда избор на членове на църковно-народния събор, а в събора да участват членове на църковно-народния събор от избора на патриарх Кирил (техният 4-годишен мандат е изтекъл преди 16 години). Свиканият по този начин събор избира митрополит Максим Ловчански за български патриарх и софийски митрополит на 4 юли 1971 година. Твърди се, че на 73 бюлетини (минималният брой, който гарантира избора, ако присъстват всички 111 души) името на митрополит Максим е написано с два еднакви почерка.
Умира на 6 ноември 2012 година в София на 98-годишна възраст.
На опелото на 9 ноември 2012 г. в храм-паметника „Свети Александър Невски“ в София идват четирима православни предстоятели: Вселенският патриарх Вартоломей I, Сръбският патриарх Ириней, Атинският архиепископ Йероним II и Албанският архиепископ Анастасий, както и представители на почти всички поместни църкви. Погребан е същия ден в църквата „Успение Богородично“ в Троянския манастир в присъствието на стотици миряни и духовни лица. Няколко години след смъртта му миряни твърдят, че на гроба му се случват чудеса.

## Легитимност
В началото на 90-те години на 20 век опитът на политически и църковни фактори да сменят ръководството на Българската православна църква довежда до разкол в БПЦ и създаване на втори синод на митрополит Пимен и митрополит Инокентий. Легитимността на избора на патриарх Максим е поставена под съмнение и се оспорва въз основа на факта, че на 8 март 1971 г., няколко месеца преди интронизацията, Политбюро на Централния комитет на Българската комунистическа партия на свое заседание взема решение за глава на Българската православна църква да се предложи и поддържа Ловешкият митрополит Максим (Решение №145/8.03.1971 г. на Политбюро на ЦК на БКП). Задачата се възлага за изпълнение на тогавашния шеф на Комисията по църковните въпроси към правителството Михаил Кючуков. Подкрепя го и училият в семинарията министър на отбраната Добри Джуров. Тодор Живков също е в добри отношения с патриарх Максим, като изпълнява молбите му за възстановяване на църквата „Св. Спас“ в София, както и Духовната семинария в Черепишкия манастир.
През 1998 г. на Всеправославен събор в София главите на всички православни църкви потвърждават каноничния избор на патриарх Максим и призовават духовници, които го оспорват, да се покаят.  С приемането на нов Закон за вероизповеданията през декември 2002 г. държавата прекратява намесата в делата на БПЦ и потвърждава каноничността и легитимността на патриарх Максим.

## Награди и отличия
- Орден „Народна република България“, I степен (1974 г.).
- Орден „13 века България“ (1985 г.).
- Орден „Стара планина“, I степен, „за големите му заслуги в духовния живот на българския народ, за мъдрото управление на делата на Българската православна църква и по повод 90 години от рождението му“ (Връчен му от президента Георги Първанов през 2004 г.).
- Почетен гражданин на Троян (2005 г.).
- Доктор хонорис кауза на СВУБИТ (10 септември 2007 г.)[10].
- Почетен гражданин на София (2011 г.).
- Почетен гражданин на Ловеч (2012 г.).